# Pilgerodendron uviferum
Pilgerodendron uviferum – gatunek zimozielonych drzew z rodziny cyprysowatych (Cupressaceae). Reprezentuje monotypowy rodzaj Pilgerodendron. Występuje w południowej Argentynie i Chile, sięgając okolic Ziemi Ognistej. Rośnie lasach do wysokości 1100 m n.p.m.

## Morfologia
PokrójDrzewo o wąsko stożkowej koronie osiągające do 50 m wysokości, rzadko roślina rośnie także w formie krzewiastej. Kora łuszczy się długimi, wąskimi pasmami. Konary są wzniesione.
LiścieIgłowate, wyrastają w czterech rzędach. Osiągają do 2-5 mm długości i 1,2 mm szerokości. Ciemnozielone, od wewnętrznej strony białe z powodu szparek.
Organy generatywneOwalne strobile męskie u nasady z dwoma większymi liśćmi. Strobile żeńskie są owalne, stojące, o długości wynoszącej 8–13 mm. Składają się z dwóch par łusek, z których tylko wyższa, okazalsza para jest płodna.
NasionaPowstają po 2 na płodnych łuskach (makrosporofilach). Każde nasiono zaopatrzone jest w dwa nierówne skrzydełka.